# Annals of Botany
Annals of Botany (ISSN 0305-7364) — старейший английский ботанический журнал для публикации научных исследований в различных областях науки о растениях.

## История
Журнал управляется некоммерческой образовательной организацией Annals of Botany Company и публикуется университетским издательством Oxford University Press; его импакт-фактор согласно ISI в 2008 году равнялся 2,755. По этому показателю журнал занимал 25 место из 152 журналов в категории Plant Sciences в 2008 году по индексу ISI Journal Citation Reports.

## ISSN
- ISSN 0305-7364 (Print)
- ISSN 1095-8290  (Online )